# Cerekiew (gromada w powiecie radomskim)
Cerekiew – dawna gromada, czyli najmniejsza jednostka podziału terytorialnego Polskiej Rzeczypospolitej Ludowej w latach 1954–1972.
Gromady, z gromadzkimi radami narodowymi (GRN) jako organami władzy najniższego stopnia na wsi, funkcjonowały od reformy reorganizującej administrację wiejską przeprowadzonej jesienią 1954 do momentu ich zniesienia z dniem 1 stycznia 1973, tym samym wypierając organizację gminną w latach 1954–1972.
Gromadę Cerekiew siedzibą GRN w Cerekwi utworzono – jako jedną z 8759 gromad na obszarze Polski – w powiecie radomskim w woj. kieleckim, na mocy uchwały nr 13i/54 WRN w Kielcach z dnia 29 września 1954. W skład jednostki weszły obszary dotychczasowych gromad Cerekiew, Kierzków, Zatopolice i Mleczków ze zniesionej gminy Zakrzew w tymże powiecie. Dla gromady ustalono 17 członków gromadzkiej rady narodowej.
31 grudnia 1961 do gromady Cerekiew przyłączono obszar zniesionej gromady Bielicha.
31 grudnia 1964 z gromady Cerekiew wyłączono kolonię Podlesie włączając ją do gromady Zakrzew (podano Zakrzów).
Gromada przetrwała do końca 1972 roku, czyli do kolejnej reformy gminnej.